# دانيال جايسلر
دانيال جايسلر (بالألمانية: Daniel Geissler)‏ (30 أبريل 1994 في النمسا - ) هو لاعب كرة قدم نمساوي في مركز الوسط.

## وصلات خارجية
- دانيال جايسلر على موقع قاعدة بيانات كرة القدم.إي يو (الإنجليزية)
- دانيال جايسلر على موقع Soccerway.com (الإنجليزية)
- دانيال جايسلر على موقع عالم كرة القدم.نت (الإنجليزية)